# Beautiful (песня Snoop Dogg)
«Beautiful» (с англ. — «Красивый») — сингл американского рэпера Snoop Dogg, с его альбома Paid tha Cost to Be da Boss, при участии Pharrell и Uncle Charlie Wilson. Продюсером трека стал The Neptunes. Музыкальное видео было снято в Рио-де-Жанейро, Бразилия. Трек попал в американский чарт Hot 100 под номером 6, и под номером 4 в Австралии и Новой Зеландии.

## Музыкальное видео
Этот клип был отснят Chris Robinson из Partizan Entertainment и спродюсирован Renata Chuquer. Клип попал под номером 6 в «LAUNCH Music Videos Top 100».
Сначала, клип стал популярен в Escadaria Selarón, районе Лэпа, Рио-де-Жанейро.
В клипе также снялась бразильская модель Luciana Malavasi как девушка Snoop Dogg.

## Список композиций
CD-сингл
- «Beautiful (Radio Edit)»
- «Beautiful (Instrumental)»
- «Ballin' (Album Version)»
- «Beautiful»

## Чарты
| Чарты (2003)                         | Пик позиция |
| ------------------------------------ | ----------- |
| Australian Singles Chart             | 4           |
| Austrian Singles Chart               | 4           |
| Danish Singles Chart                 | 1           |
| Dutch Singles Chart                  | 1           |
| French Singles Chart                 | 39          |
| German Singles Chart                 | 27          |
| Irish Singles Chart                  | 1           |
| Italian Singles Chart                | 1           |
| New Zealand Singles Chart            | 4           |
| Swiss Singles Chart                  | 1           |
| UK Singles Chart                     | 2           |
| U.S. Billboard Hot 100               | 6           |
| U.S. Billboard Hot R&B/Hip-Hop Songs | 3           |
| U.S. Billboard Hot Rap Singles       | 2           |

## Персонал
- Продюсер — The Neptunes.
- Запись — Andrew Coleman.
- Миксовка — Pat Viala для Pat 'em Down Music
- Автор — C. Broadus, P. Williams, C. Hugo
- Выпустили — Chad Chase Music/EMI-Blackwood Music (ASCAP)/Waters of Nazareth Publishing/EMI-Blackwood Music (BMI); My Own Chit Music/EMI Blackwood Inc. (BMI)

## Номинации
Grammy
| Категория                                                                     | Жанр                      | Песня       | Год  | Результат    |
| ----------------------------------------------------------------------------- | ------------------------- | ----------- | ---- | ------------ |
| «Producer of the Year, Non-Classical» (для The Neptunes)                      | Производство и разработка | «Beautiful» | 2004 | Победили     |
| Best Rap Song songwriter (Snoop Dogg с Chad Hugo и Pharrell Williams)         | Рэп                       | «Beautiful» | 2004 | Номинированы |
| Best Rap/Sung Collaboration (Snoop Dogg с Pharrell Williams и Charlie Wilson) | Рэп                       | «Beautiful» | 2004 | Номинированы |

Другие
Номинации:
- 2004 MVPA Video Awards
  - Best Hip-Hop Video
- 2003 MTV Video Music Awards
  - Best Hip-Hop Video
- 2003 Vibe Awards
  - Reelest Video
  - Hottest Hook
  - Coolest Collaboration

## Ремиксы
- Был записан сольный ремикс с Charlie Wilson для микстейпа Snoop Dogg Welcome 2 tha Chuuuch Mixtape Vol. 5.
- Был записан сольный ремикс 50 Cent и Lloyd Banks для их микстейпа G-Unit Radio Pt. 1: Smokin' Day 2.
- Был запиасан фристайл Rick Ross и рэпера из Атланты T.I.. Который был выпущен в YouTube.